# Оуян Сю
Оуян Сю (*1007 — †22 вересня 1072) — китайський державний діяч, письменник, історик, поет часів династії Сун.

## Життєпис
Походив із збіднілої чиновничої родини. Народився у м. Мяньян у сучасній провінції Сичуань. Був сином міського судді. Втратив батька у 1010 році. Отримав домашню освіту. Згодом намагався здати імператорський іспит, це Оуян Сю вдалося лише з третьої спроби — у 1030 році. Він отримав найвищу ступінь — цзіньши. Тоді ж отримав призначення суддею у м. Лоян. Тут познайомився з низкою провідних вчених імперії, попервах підтримував майбутнього реформатора Ван Аньши.
У 1034 році призначається редактором текстів імператорської академії у Кайфені, столиці імперії. Тут отримує підтримку з боку столичного префекта Фан Чжуньяна. У 1041 році імператор докучив Оуян Сю готувати каталог імператорської бібліотеки. У 1043 році Оуян разом з Фаном представили імператору проект реформ, які містили 10 пунктів. Основний зміст реформ: підвищення посадових окладів, дотримання законів, усунення фаворитизму, реформа іспитів. Проте їм було відмовлено, а згодом Оуян Сю призначили головою адміністрації міста Чучжоу (сучасна провінція Ахьхой). У 1049 році повертається до імператорського двору, але вже у 1052 році на два роки вимушений піти з державної служби у зв'язку зі смертю матері.
У 1054 році отримав призначення до академії Ханлінь. Виконував низку дипломатичних завдань, зокрема як посланець до держави Ляо. Також очолював комісію про прийняттю іспитів на ступінь цзіньши, працював над вдосконаленням іспитів. У середині 1060 років очолював академію Ханлінь. Також займав посади, що дорівнювалися заступнику військового міністра, міністра з державних доходів, помічника імператорського радника.
Після призначення у 1069 році Ван Аньши таємним радником вплив Оуян Сю значно скоротився. Його направили суддею префектури на території сучасної провінції Аньхой. Оуян Сю виступив проти дій Ван Аньши, критикуючи його реформи. У 1071 році Оуян Сю було відправлено у відставку, а 22 вересня 1072 року він помер у м. Фуян (у сучасній провінцій Аньхой).

## Творчість
Передусім Оуян Сю цікавився питаннями історії, досліджував відомомсті про перші династії китайських імператорів. У 1053 році створив історичну хроніку «Історія П'яти династій», а у 1060 році завершив працю «Нова історія династії Тан». При написані цих робіт Оуян Сю критично розглядав стародавні джерела, історичні праці раніших істориків. Першим став застосовувати епіграф.
Оуян Сю був прихильником давньої, класичної прози. Серед найвідоміших творів є «Нариси з павільйону старого п'янички», де подається опис життя автора у сільській місцині.
Автор праці «Збірка старовинних написів з поясненнями», де наводяться й прокоментуються стародавні написи на металі та камінні.
Оуян Сю складав вірші, працюючи у жанрах ши і ци. Прикладом є вірші «Збір тутових ягід», «Західне озеро», «Пісня про Мін-фей. Повторюючи написане Ван Цзефу».